# Vincent J. McMahon
Vincent James McMahon, bedre kendt som Vince McMahon, Sr., (6. juli 1914 – 24. maj 1984) var en amerikansk promoter. Han er bedst kendt som grundlæggeren af World Wrestling Entertainment, som i dag ejes af hans søn Vincent K. McMahon. 
1. ↑  Navnet er anført på engelsk og stammer fra Wikidata hvor navnet endnu ikke findes på dansk.